# جست‌وجوی اسطوره‌ها
جست‌وجوی اسطوره‌ها (به انگلیسی: mythquest) که در تلویزیون ایران بانام دنیای افسانه‌ها پخش شد مجموعه تلویزیونی محصول سال ۲۰۰۱ است. در این مجموعه تلویزیونی بازیگرانی همچون کریستوفر جاکت، مردیت هندرسون، وندی اندرسون، متیو واکر و جوزف کل ایفای نقش کرده‌اند.